# 愛媛県立大洲高等学校
愛媛県立大洲高等学校（えひめけんりつおおずこうとうがっこう）は、愛媛県大洲市大洲に所在する公立高等学校。

## 概要
陽明学の祖といわれる中江藤樹の「知行合一」の精神を教条とする。また校内の一角には至徳堂と呼ばれる藤樹の家が復元されており、愛媛県指定史跡となっている。
現在、チャイムは校歌の作詞者でもある堀沢周安が大洲市の風景を詞に込めた文部省唱歌「田舎の四季」が使われている。学校祭として仮装行列、体育祭、文化祭から成る藤樹祭がある。

## 設置学科
- 全日制
  - 普通科 4クラス
  - 商業科 1クラス

- 定時制（愛媛県立大洲高等学校肱川分校）

## 校訓・教育方針
- 校訓
  - 自律 錬磨 創造

- 教育方針
  - 国家社会の有為な形成者たるの資質を養うために高等普通教育を施し、商業科においては特に商業に関する専門技術教育を施す。
  - 能力・適正・進路に応じた指導により教育的効果を高め充実した教育を施す。

## 主な施設
- 本館（事務室、職員室、校長室、地歴公民科教室、主に普通科2・3年HR教室など）
- 第2教棟（保健室、商業科HR教室、普通科1年HR教室、演劇部部室など）
- 特別教棟（図書・視聴覚・家庭科・音楽・理科の特別教室など）
- 豫章館
- 体育館
- プール
- 武道場
- 弓道場
- グラウンド

第1グラウンドと第2グラウンドの二つのグラウンドがある。第2グラウンドは周囲よりも低いため水はけが悪い。
- 冷暖房

すべてのHR教室に2004年度からエアコンが設置された。特別教室には原則設置されていないが、扇風機および大型石油ストーブが季節にあわせて設置される。

## 沿革

### 大洲第一高等学校
- 1878年（明治11年） - 共済中学校として開校。
- 1882年（明治15年） - 大洲中学校と改称。
- 1901年（明治34年） - 愛媛県立宇和島中学校大洲分校となる。当年を以て、愛媛県立大洲高等学校創立の年とする。
- 1904年（明治37年） - 愛媛県立大洲中学校と改称。
- 1909年（明治42年） -  大洲中学校「校歌」制定。これが現在に続く校歌となる。
- 1948年（昭和23年） -  愛媛県立大洲第一高等学校と改称。

### 大洲第二高等学校
- 1903年（明治36年） - 私立大洲女学校の開校認可。
- 1906年（明治39年） - 大洲町立大洲高等女学校と改称。当年を以て、大洲高等女学校創立の年とする。
- 1922年（大正11年） - 愛媛県立大洲高等女学校と改称。
- 1948年（昭和23年） - 愛媛県立大洲第二高等学校と改称。

### 大洲高等学校
- 1949年（昭和24年） - 大洲第一高等学校、大洲第二高等学校、大洲農業高等学校、同校併設定時制、同肱川分校の各校を校舎位置そのままで統合し、愛媛県立大洲高等学校が発足。
- 1950年（昭和25年） - 商業科を設置。
- 1952年（昭和27年） - 愛媛県立大洲農業高等学校を分離。ただし肱川分校は大洲高校に存置し定時制農業科から定時制普通科に転換。
- 2000年（平成12年） - 創立100周年記念式典を挙行。豫章館建築。

## 主な通学区域
大洲市、喜多郡、及びその周辺。

## 周辺
- 大洲市役所
- 大洲市立大洲南中学校
- 大洲市立大洲小学校
- 大洲郵便局
- 大洲城
- 肱川

## 著名な教員
- 梶和三郎（数学科教諭、灘中学校・高等学校校長）

## 著名な出身者
- 石﨑仁志（国土交通省北海道運輸局長、内閣参事官）
- 石山タオル(お笑い芸人バンビーノのメンバー)
- 井上要 (伊予鉄道社長。衆議院議員)
- 丑尾健太郎 (脚本家)
- 大山貴広 (元プロ野球選手。ヤクルトスワローズ)
- 冲永荘兵衛 (教育者。帝京商業学校創設)
- 菊池省三 (教育者)
- 上甲米太郎（教育者。社会運動家)
- 中野皓司（英語版）（水球選手)[1]
- 中野忠晴（戦前コロムビアレコード専属の歌手、戦後はキングレコード専属の作曲家）
- 中村修二（青色発光ダイオードの開発者、2014年ノーベル物理学賞受賞者）
- 西村兵太郎（長浜町長。愛媛県議。俳人。「愛媛県水産業の父」）
- 野地潤家 (教育者。広島大学名誉教授、鳴門教育大学学長)
- 日ノ西賢一（俳優）
- 福居純（哲学者。一橋大学・東京都立大学名誉教授）
- 政尾藤吉（法学博士。駐シャム（タイ）公使。衆議院議員）
- 松村正恒 (建築家)
- 三瀬顕（弁護士。NHKバラエティー生活笑百科出演）
- 宮本大旬見（元さくらんぼテレビジョンアナウンサー）
- 村上護 (文芸評論家。俳人)
- 毛利松平（政治家。環境庁長官）

## 交通
- JR予讃線伊予大洲駅より徒歩25分、車10分
- 宇和島バス 三の丸にて下車